# Czesław Krupski
Czesław Krupski (ur. 31 grudnia 1889 w Zasulu, powiat stołpecki, zm. po 1939) – polski polityk i samorządowiec czasów II Rzeczypospolitej. 

## Życiorys
Od czerwca do 17 października 1921 roku pełnił nowo utworzoną funkcję wojewody nowogródzkiego (jako pełniący obowiązki). Od 1938 do 1939 był posłem na Sejm V kadencji z ramienia Obozu Zjednoczenia Narodowego.
Około 1910 ożenił się z Aleksandrą Szalewicz herbu Szawała (1892–1978). 
2 maja 1924 został odznaczony Krzyżem Oficerskim Orderu Odrodzenia Polski „za zasługi, położone dla Rzeczypospolitej Polskiej na polu pracy społecznej i państwowej na Kresach Wschodnich”.